# Wijngaardsberg (Meerssen)

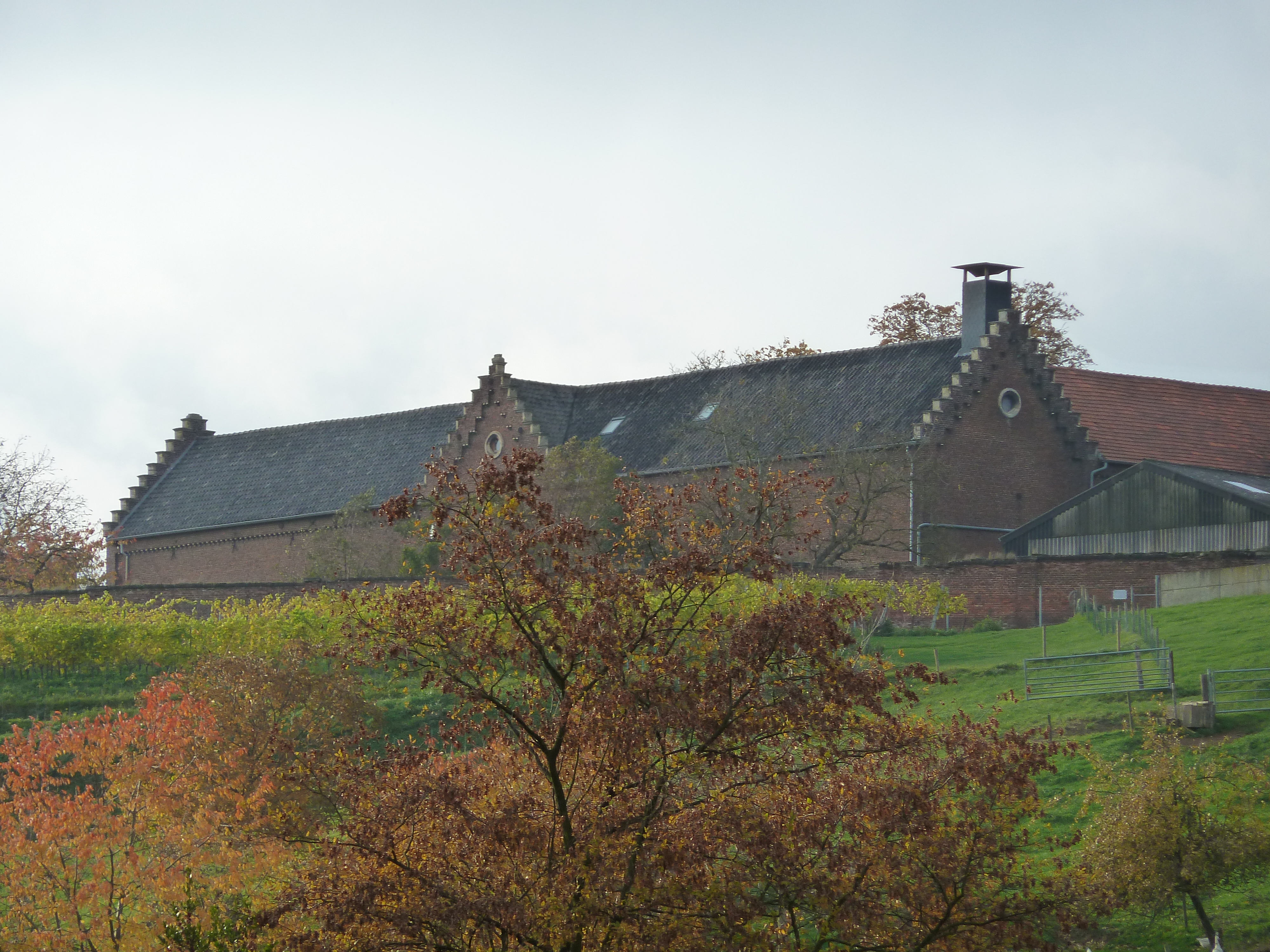
Wijngaardsberghof

De Wijngaardsberg is een heuvel aan de rand van het Centraal Plateau, tussen Ulestraten en Meerssen, met een hoogte van ongeveer 130 meter. ten noordwesten, zuidwesten en zuidoosten bevindt zich rond de heuvel het Watervalderbeekdal.
Op de hellingen van deze heuvel zijn hellingbossen (Vliekerbos), waarin zich een brongebied bevindt waaruit de Watervalderbeek ontspringt. In het oosten ligt, in een dal, de buurtschap Waterval.

## Geschiedenis
Vanouds werd wijnbouw op deze berg beoefend, die voor het eerst in 968 schriftelijk werd gedocumenteerd. De lokale Frankische koningin, Gerberga, zou in dit jaar bezittingen aan de Abdij van Reims hebben geschonken, waaronder de Wijngaardsberg. Het waren de monniken van de Proosdij te Meerssen die de wijngaarden beheerden. Tot omstreeks 1800 werd er wijn verbouwd. De Franse bezetter hief de Proosdij op en aan de wijnbouw kwam een einde. De voormalige terrassen zijn nog zichtbaar in het huidige hellingbos.

## Geologie
Aan de zuidelijke voet van de helling van de Wijngaardsberg ligt de Groeve Waterval. Deze groeve is een geologisch monument en typelocatie van waar het Zand van Waterval wordt ontsloten.
Aan de westelijke voet van de heuvel ontspringt een kalktufbron, de Catharinabron.

## Wijngaardsberghof
Op de heuvel bevindt zich, aan Wijngaardsberg 1, de Wijngaardsberghof. Dit is een kasteelboerderij die in de 18e en 19e eeuw werd gebouwd, voornamelijk 1870. Het betreft een drietal vleugels om een binnenplaats. De vierde zijde werd ingenomen door een kasteelachtig neogotisch landhuis dat echter tijdens de Tweede Wereldoorlog werd beschadigd en na 1945 werd afgebroken. De boerderijvleugels omvatten tevens een woonhuis. Het bouwwerk is uitgevoerd in baksteen, mergelsteen en Naamse steen.
De boerderij is geklasseerd als rijksmonument.
Vanaf 2002 wordt er op het domein, dat de Wijngaardsberghof omringt, weer wijn verbouwd. De wijngaarden omvatten 3 ha.